# 月輪陵・後月輪陵
本記事では、月輪陵（つきのわのみささぎ）と後月輪陵（のちのつきのわのみささぎ）および同じ墓域にある灰塚と墓（以上を本陵墓と記す）について記述する。
本陵墓には、四条天皇を始めとして14人の天皇を含む25陵、5人の天皇の灰塚、9人の皇族の墓が営まれる。元々は皇室の香華院（菩提寺）であった泉涌寺の境内にあって帝王陵と呼ばれていたが、明治時代の神仏分離により宮内省に上地された。本陵墓は、泉涌寺霊明殿の背後にあり、透壁と唐破風の門に囲まれ、その前の白砂地の庭が拝所となっている。名称は泉涌寺の月輪大師と、泉涌寺の背後にある月輪山に因む。
なお、本陵墓の近辺には後堀河天皇の観音寺陵、孝明天皇の後月輪東山陵、英照皇太后の後月輪東北陵がある。

## 沿革

### 前史
平安時代には、天皇在位のまま崩じた場合は土葬、譲位後の上皇が崩じた場合は火葬するのが通例となる。一方で天皇が在位のまま崩じることが凶事と認識されて生前譲位が慣例となり、9世紀中頃からは総じて火葬になる。そして荼毘に付した場所の火葬塚や灰を集めた灰塚が、陵とは別に営まれるようになる。
また平安時代を通じて、天皇陵と寺院の繋がりが強くなっていく。醍醐天皇（930年崩御）の陵は御願寺であった醍醐寺の北に造営されたが、その管理は従来の諸陵寮ではなく醍醐寺に命じられた。さらに院政期になると、寺院の中に陵墓が営まれるようになり、納骨した法華堂などを陵と見なすようになった。

### 四条天皇月輪陵
承久の乱（1221年）で朝廷側が敗れると朝廷の権威は失墜し、皇位継承にも鎌倉幕府の意向が働くようになる。1242年に四条天皇が急に崩じると葬儀は泉涌寺で営まれて寺内に土葬され、墓所として新御堂が造営された。これが、泉涌寺での葬儀と月輪陵の初例である。泉涌寺で葬儀と埋葬が行われた理由については四条天皇の遺言とする伝承もあるが、幕府に慮っていずれの寺院も四条天皇の葬儀を引き受けなかったところ、四条天皇の祖父で四条天皇女御の祖父でもあった九条道家が泉涌寺の外護者であったことや、父後堀河天皇の陵と近いことなどを理由に泉涌寺が引き受けたと考えられる。やがて、四条天皇は泉涌寺の俊芿の生まれ変わりという伝承が生まれた。

### 葬式と灰塚の造営
その後、皇統は持明院統と大覚寺統に分かれ、やがて南北朝に至る。持明院統の初代の後深草天皇（1304年崩御）の陵として深草法華堂（現在の深草北陵）が建立されると、これが事実上の持明院統の霊堂となり、続く持明院統の天皇が合葬されていく。
北朝4代の後光厳天皇（1374年崩御）は、葬儀と荼毘を泉涌寺で行い深草法華堂に納骨した。この際の棺はそれまでの生絹ではなく仏教色の強い赤錦地で包まれ、葬儀は僧だけで執り行われるなど仏事で行われた。また、泉涌寺以下5寺院に分骨が行われる。以降、天皇の葬儀と荼毘は泉涌寺が独占し、その後に深草法華堂に納骨される事が通例となった。その中でも後土御門天皇（1500年崩御）から後陽成天皇（1617年崩御）に至る5人の天皇の灰塚は、本陵墓内に造営された。

### 近世の天皇陵墓制と御寺
近世になると本陵墓内には新上東門院（1620年逝去）を始めとして皇族の墓が造営されるようになり、後光明天皇（1654年崩御）に至って四条天皇以来の陵が造営された。後光明天皇より仁孝天皇（1846年崩御）までの近世の天皇陵の葬制は、火葬の儀を執り行いつつ実際に火葬は行わず土葬するようになった。また、陵は全て本陵墓に造営され、泉涌寺は名実ともに皇室の香華院となって御寺と称されるようになる。
墓制が土葬に改まった理由については、青地礼幹の『可観小説』に記される魚屋八兵衛の逸話が知られるが、史実性は疑わしい。他には江戸幕府が推進した儒教の影響や、四条天皇など天皇在位のまま崩じた際の土葬の故実に倣ったなどの説がある。
孝明天皇が1867年に崩じると、神仏分離の影響から山陵の復活を望む運動が起こる。陵は天智天皇陵の付近に造営する意見もあったが泉涌寺が反対し、本陵墓に近い後月輪東山陵に定まった。この混乱で孝明天皇の葬儀は崩御から1か月後となった。葬儀も火葬の儀は行われない完全な土葬となり、近世の天皇陵墓制は終焉した。

## 陵墓
5つある灰塚のうち後陽成天皇灰塚を除く4塚は、樹木を植えられて横並びに配置される。植えられている樹木はサカキだが、過去には異なる樹木が植えられていた（表を参考）。後陽成天皇灰塚のみ石造九重塔となっているが、的場匠平は室町時代の記録に「御廟」「御墓」などと記されていることから当時は陵と灰塚の区別は明確ではなく、先例である四条天皇の御廟を参考にしたと推測している。
先例となった四条天皇陵を除くと、本陵墓と幕末の後月輪東山陵を合わせると江戸時代の全ての天皇陵がこの付近に存在している。本陵墓の天皇陵は全て石造九重塔で、区画は石冊によって正方形に区切られて石敷きの仕上げとなっており、一部には石冊に石門が付く。
16人の女院と4人の親王の陵墓は、無縫塔もしくは宝篋印塔を基本とする。葬送日順では誠仁親王陵が最も早いが、本墓の造営年代は不明で、無縫塔になった経緯も明らかではない。
女院は、正妻（陵）か否か（墓）で規模が異なる。当初の形態は無縫塔であったが、東福門院陵で初めて宝篋印塔となる。東福門院陵の造営にあたって幕府から朝廷に照会があった記録が残されており、幕府出身者の立場が反映されたと考えられる。東福門院陵以降は再び無縫塔に戻るが、100年以上経って盛化門院陵で宝篋印塔が再び造営される。当時の史料によれば東福門院陵に倣うよう沙汰があったと記されており、以降女院の陵墓は宝篋印塔になる。ただしこれらには東福門院陵にあった石冊はなく、格は下がる。
新清和院陵のみ七重塔だが、これは1870年（明治3年）に建て替えられたもので、元来は宝篋印塔であった。記録によれば内親王であった新清和院陵を造営する際には、その規模を東福門院墓と同格にしたいと朝廷から幕府に伺いがあり、許されている。
19世紀には3人の親王墓が造営されるが、3人とも天皇の正妻の子で生母の身分が関係したと考えられる。いずれも宝篋印塔だが、女院のものよりやや小型である。
| No. | 陵墓名                                  | 被葬者               | 形態     | 規模（cm） 総高×塔高×基壇幅 | 区画（cm四方） 仕上げなど | 葬送日                  | 備考                                           |
| --- | --------------------------------------- | -------------------- | -------- | --------------------------- | ------------------------- | ----------------------- | ---------------------------------------------- |
| 1   | 四条天皇月輪陵                          | 第87代 四条天皇      | 九重塔   | 454×-×-                     | 224 敷石・石冊            | 仁治3（1242） 1月25日   |                                                |
| 2   | 後土御門天皇灰塚                        | 第103代 後土御門天皇 | 樹木     | -                           | -                         | 明応9（1500） 11月11日  | 享禄年間の記録では樹木はツバキ。本陵は深草北陵 |
| 3   | 後柏原天皇灰塚                          | 第104代 後柏原天皇   | 樹木     | -                           | -                         | 大永6（1526） 5月3日    | 享禄年間の記録では樹木はマツ。本陵は深草北陵   |
| 4   | 後奈良天皇灰塚                          | 第105代 後奈良天皇   | 樹木     | -                           | -                         | 弘治3（1557） 11月22日  | 本陵は深草北陵                                 |
| 5   | 追尊天皇陽光太上天皇 （誠仁親王）月輪陵 | 誠仁親王             | 無縫塔   | 172×155×78                  | 224 石冊                  | 天正14（1586） 8月10日  | 後陽成天皇生父                                 |
| 6   | 正親町天皇灰塚                          | 第106代 正親町天皇   | 樹木     | -                           | -                         | 文禄2（1593） 2月23日   | 本陵は深草北陵                                 |
| 7   | 後陽成天皇灰塚                          | 第107代 後陽成天皇   | 九重塔   | 550×545×295                 | 452 石冊                  | 元和3（1617） 9月20日   | 本陵は深草北陵                                 |
| 8   | 晴子（新上東門院）墓                    | 勧修寺晴子           | 無縫塔   | 171×161×81                  | 197                       | 元和6（1620） 3月12日   | 後陽成天皇生母                                 |
| 9   | 中和門院藤原前子墓                      | 近衛前子             | 無縫塔   | 166×157×79                  | 196                       | 寛永7（1630） 7月28日   | 後陽成天皇正妻・後水尾天皇生母                 |
| 10  | 後光明天皇月輪陵                        | 第110代 後光明天皇   | 九重塔   | 607×569×296                 | 631 敷石・石冊・石門      | 承応3（1654） 10月15日  |                                                |
| 11  | 壬生院藤原光子墓                        | 園光子               | 無縫塔   | 210×180×91                  | 196                       | 明暦2（1656） 2月23日   | 後光明天皇生母                                 |
| 12  | 新広義門院藤原国子墓                    | 園国子               | 無縫塔   | ?×169×?                     | 187                       | 延宝5（1677） 7月16日   | 霊元天皇生母                                   |
| 13  | 皇后和子 （東福門院）月輪陵             | 徳川和子             | 宝篋印塔 | 368×356×213                 | 448 石冊                  | 延宝6（1678） 6月26日   | 後水尾天皇正妻・明正天皇生母                   |
| 14  | 後水尾天皇月輪陵                        | 第108代 後水尾天皇   | 九重塔   | 579×544×273                 | 494 敷石・石冊            | 延宝8（1680） 閏8月8日  |                                                |
| 15  | 後西天皇月輪陵                          | 第111代 後西天皇     | 九重塔   | 539×510×213                 | 368 敷石・石冊            | 貞享2（1685） 3月7日    |                                                |
| 16  | 逢春門院藤原隆子墓                      | 櫛笥隆子             | 無縫塔   | 186×164×89                  | 182                       | 貞享2（1685） 6月2日    | 後西天皇生母                                   |
| 17  | 明正天皇月輪陵                          | 第109代 明正天皇     | 九重塔   | 541×507×212                 | 365 敷石・石冊            | 元禄9（1696） 11月25日  |                                                |
| 18  | 東山天皇月輪陵                          | 第113代 東山天皇     | 九重塔   | 578×556×273                 | 499 敷石・石冊            | 宝永6（1709） 翌1月10日 |                                                |
| 19  | 皇后房子 （新上西門院）月輪陵           | 鷹司房子             | 無縫塔   | 210×183×91                  | 212                       | 正徳2（1712） 5月12日   | 霊元天皇正妻                                   |
| 20  | 贈皇太后尚子 （新中和門院）月輪陵       | 近衛尚子             | 無縫塔   | 212×185×90                  | 212                       | 享保5（1720） 2月6日    | 中御門天皇正妻・桜町天皇生母                   |
| 21  | 皇后幸子女王 （承秋門院）月輪陵         | 幸子女王             | 無縫塔   | 209×186×90                  | 212                       | 享保5（1720） 3月5日    | 東山天皇正妻                                   |
| 22  | 霊元天皇月輪陵                          | 第112代 霊元天皇     | 九重塔   | 563×538×272                 | 662 敷石・石冊            | 享保17（1732） 8月29日  |                                                |
| 23  | 中御門天皇月輪陵                        | 第114代 中御門天皇   | 九重塔   | 591×560×274                 | 661 敷石・石冊            | 元文2（1737） 5月8日    |                                                |
| 24  | 桜町天皇月輪陵                          | 第115代 桜町天皇     | 九重塔   | 567×539×274                 | 666 敷石・石冊            | 寛延3（1750） 5月18日   |                                                |
| 25  | 桃園天皇月輪陵                          | 第116代 桃園天皇     | 九重塔   | 609×574×400                 | 742 敷石・石冊・石門      | 宝暦12（1762） 8月22日  |                                                |
| 26  | 後桃園天皇月輪陵                        | 第118代 後桃園天皇   | 九重塔   | 635×608×401                 | 728 敷石・石冊・石門      | 安永8（1779） 12月10日  |                                                |
| 27  | 尊称皇太后維子 （盛化門院）月輪陵       | 近衛維子             | 宝篋印塔 | ?×363×214                   | 399                       | 天明3（1783） 11月13日  | 後桃園天皇正妻                                 |
| 28  | 尊称皇太后舎子 （青綺門院）月輪陵       | 二条舎子             | 宝篋印塔 | 389×368×214                 | 395                       | 寛政2（1790） 2月22日   | 桜町天皇正妻・後桜町天皇生母                   |
| 29  | 尊称皇太后富子 （恭礼門院）月輪陵       | 一条富子             | 宝篋印塔 | 416×384×214                 | 400                       | 寛政7（1795） 12月29日  | 桃園天皇正妻・後桃園天皇生母                   |
| 30  | 温仁親王墓                              | 温仁親王             | 宝篋印塔 | 333×327×？                  | 312                       | 寛政12（1800） 4月22日  | 光格天皇皇子・生母は新清和院                   |
| 31  | 後桜町天皇月輪陵                        | 第117代 後桜町天皇   | 九重塔   | 563×548×274                 | 647 敷石・石冊            | 文化10（1813） 12月16日 |                                                |
| 32  | 悦仁親王墓                              | 悦仁親王             | 宝篋印塔 | 303×272×？                  | 300                       | 文政4（1821） 2月27日   | 光格天皇皇子・生母は新清和院                   |
| 33  | 安仁親王墓                              | 安仁親王             | 宝篋印塔 | 333×303×？                  | 312                       | 文政4（1821） 6月21日   | 仁孝天皇皇子・生母は新皇嘉門院                 |
| 34  | 贈皇后繋子 （新皇嘉門院）後月輪陵       | 鷹司繋子             | 宝篋印塔 | 380×368×200                 | 348                       | 文政6（1823） 5月2日    | 仁孝天皇正妻                                   |
| 35  | 光格天皇後月輪陵                        | 第119代 光格天皇     | 九重塔   | 605×582×274                 | 665 敷石・石冊            | 天保11（1840） 12月20日 |                                                |
| 36  | 仁孝天皇後月輪陵                        | 第120代 仁孝天皇     | 九重塔   | 671×648×402                 | 743 敷石・石冊・石門      | 弘化3（1846） 3月4日    |                                                |
| 37  | 皇后欣子内親王 （新清和院）後月輪陵     | 欣子内親王           | 七重塔   | 496×478×216                 | 449 石冊                  | 弘化3（1846） 7月23日   | 後桃園天皇皇女・光格天皇正妻                   |
| 38  | 尊称皇太后祺子 （新朔平門院）後月輪陵   | 鷹司祺子             | 宝篋印塔 | 398×378×216                 | 402                       | 弘化4（1847） 11月12日  | 仁孝天皇正妻（後妻）                           |
| 39  | 新待賢門院藤原雅子墓                    | 正親町雅子           | 無縫塔   | ?×175×?                     | 187                       | 安政3（1856） 7月23日   | 孝明天皇生母                                   |